# オスカル・シエルバ・モレノ
オスカル・シエルバ・モレノ（Óscar Sielva Moreno、1991年8月6日 - ）は、スペイン・カタルーニャ州ウロット出身のサッカー選手。セグンダ・ディビシオン・SDウエスカ所属。ポジションはMF。

## 経歴

### クラブ
2006年にRCDエスパニョールの下部組織に加入し、17歳24日だった2008年8月30日のレアル・バリャドリード戦で、イバン・デ・ラ・ペーニャとの交代で途中出場してトップチームデビューした。2008-09シーズンは5試合に出場した。2009年8月、セグンダ・ディビシオン（2部）に昇格したばかりのFCカルタヘナにレンタル移籍した。しかし、レンタルバック後もエスパニョールで定位置を掴むことができず、2011年に退団。その後はテルセーラ・ディビシオンやセグンダ・ディビシオンBのクラブを転々とし、2018年7月に加入したSDポンフェラディーナでの在籍2シーズン目にカルタヘナ時代ぶりのセグンダでのシーズンを経験した。
ポンフェラディーナでの3シーズン目にリーグ戦で10得点を挙げたことで、2021年6月21日、SDエイバルに引き抜かれ、3年契約を結んだ。翌年の2022年8月5日、2022-23シーズンはSDウエスカにレンタル移籍することが決定した。

### 代表
2008年5月、トルコで行われたUEFA U-17欧州選手権に出場して優勝した。2008年10月、スペインU-19代表の試合で鎖骨を骨折し、2ヶ月ほどチームを離脱した。2009年7月、UEFA U-19欧州選手権に出場した。